# Arvid Olson

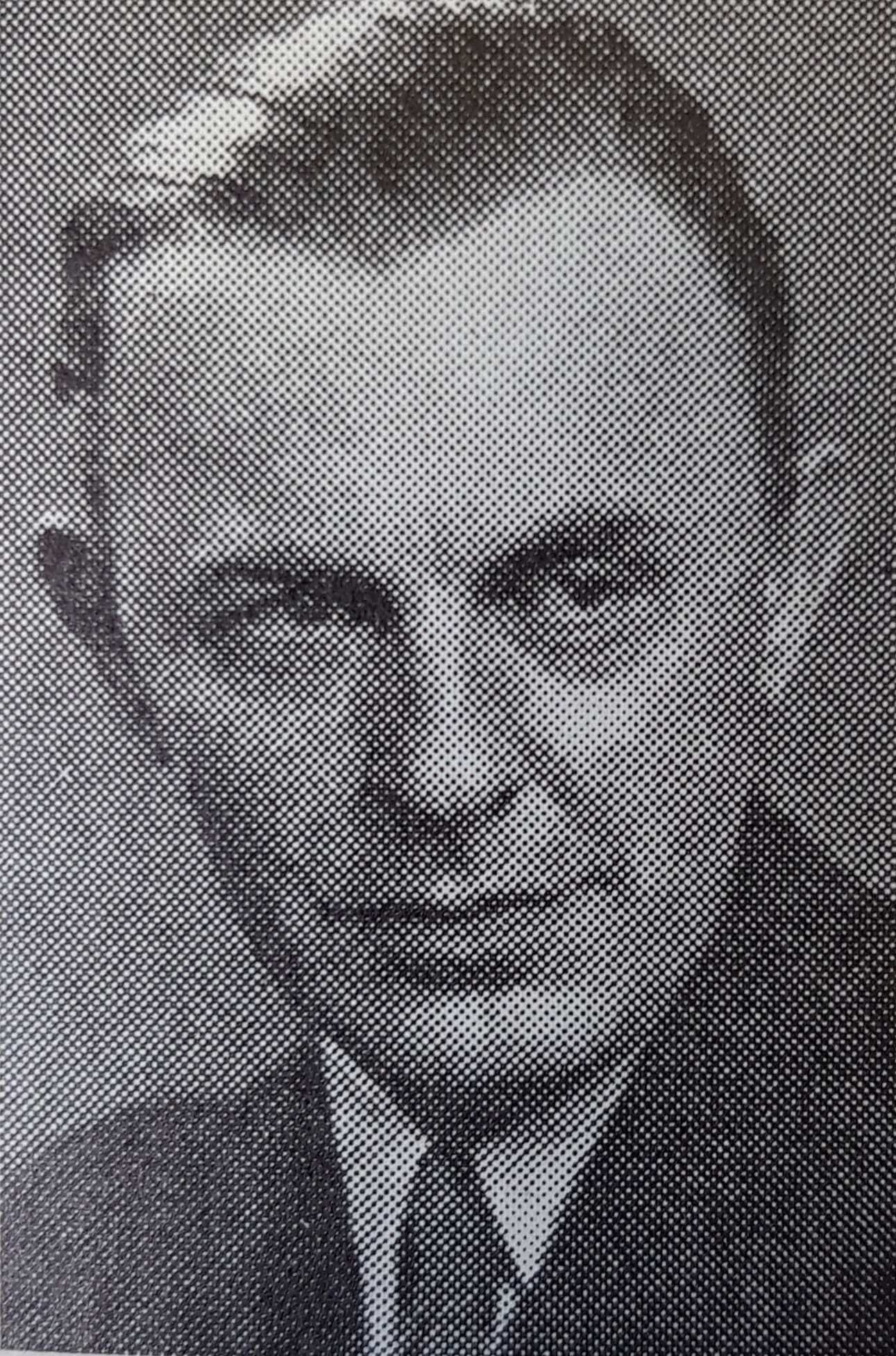
Arvid Olson

Arvid Petrus Olaus Olson, född 9 augusti 1886 Ovanåker, Gävleborgs län, död 19 februari 1978 i Stockholm var en svensk konstnär och animatör.

## Biografi
1903 började han studera konst på Valand för Carl Wilhelmson och antogs därefter på Konstnärsförbundets tredje skola där han således studerade samtidigt med exempelvis Isaac Grünewald, Leander Engström med fler. 
Arvid Olson debuterade på en utställning i Umeå 1915. Nästa gång han ställde ut måleri var i mitten av 50-talet. 
Däremellan gjorde han en mycket stor insats som filmskapare och utvecklades till en av de absolut främsta innovatörerna bland animeringens pionjärer. Han gjorde flera hundra animerade reklamfilmer - hans första film gjordes 1924. Arvid Olson anses med fog varit den svenska reklamfilmens fader. Han experimenterade tidigt med färgfilm och var mannen bakom den allra första svenska färgfilmen (1934). Detta var en reklam för tenor där tabletter dansade runt i psykedeliska mönster. Arvid Olson hade tidigare (1930) även gjort den första svenska animerade ljudfilmen; "Kronans Månförmörkelse". Detta var en reklam för svenskt näringsliv och den gick fyra veckor på Sturebiografen inför en applåderande publik. Han gjorde också flera propagandafilmer åt socialdemokraterna.
Runt 1950 återupptog han sitt måleri. Han målade främst figurmotiv i landskap i en impressionistisk stil men även en del stilleben. Arvid Olson målade ända in på 70-talet. Flera av hans filmer finns bevarade i Statens ljud- och bildarkiv. Han är inte representerad med måleri i något museum.
Han gifte sig 1919 med Lisa Palmquist. 